# Lista odcinków serialu Herosi
Lista odcinków serialu Herosi w poszczególnych sezonach.

## Sezon 1Część pierwsza: Genesis(2006-2007)
Światowa premiera serialu miała miejsce 25 września 2006, w Polsce nadawanie pierwszego sezonu rozpoczęto 17 maja 2007. Premiera wydania DVD pierwszego sezonu miała miejsce 9 listopada 2007.
| Nr | Tytuł                        | Tytuł polski                     | Reżyseria        | Scenariusz             | Premiera             | Premiera w Polsce |
| -- | ---------------------------- | -------------------------------- | ---------------- | ---------------------- | -------------------- | ----------------- |
| 1  | Genesis                      | Genesis                          | David Semel      | Tim Kring              | 25 września 2006     | 17 maja 2007      |
| 2  | Don't Look Back              | Nie oglądaj się                  | Allan Arkush     | Tim Kring              | 2 października 2006  | 17 maja 2007      |
| 3  | One Giant Leap               | Wielki krok                      | Greg Beeman      | Jeph Loeb              | 9 października 2006  | 24 maja 2007      |
| 4  | Collision                    | Kolizja                          | Ernest Dickerson | Bryan Fuller           | 16 października 2006 | 24 maja 2007      |
| 5  | Hiros                        | Hiro                             | Paul Shapiro     | Michael Green          | 23 października 2006 | 31 maja 2007      |
| 6  | Better Halves                | Druga twarz                      | Greg Beeman      | Natalie Chaidez        | 30 października 2006 | 31 maja 2007      |
| 7  | Nothing to Hide              | Cała prawda                      | Donna Deitch     | Jesse Alexander        | 6 listopada 2006     | 7 czerwca 2007    |
| 8  | Seven Minutes to Midnight    | Siedem minut przed północą       | Paul Edwards     | Tim Kring              | 13 listopada 2006    | 14 czerwca 2007   |
| 9  | Homecoming                   | Mecz                             | Greg Beeman      | Adam Armus, Kay Foster | 20 listopada 2006    | 14 czerwca 2007   |
| 10 | Six Months Ago               | Pół roku wcześniej               | Allan Arkush     | Aron Eli Coleite       | 27 listopada 2006    | 21 czerwca 2007   |
| 11 | Fallout                      | Następstwa                       | John Badham      | Joe Pokaski            | 4 grudnia 2006       | 21 czerwca 2007   |
| 12 | Godsend                      | Dar niebios                      | Paul Shapiro     | Tim Kring              | 22 stycznia 2007     | 28 czerwca 2007   |
| 13 | The Fix                      | Układ                            | Terrence O'Hara  | Natalie Chaidez        | 29 stycznia 2007     | 28 czerwca 2007   |
| 14 | Distractions                 | Trudności                        | Jeannot Szwarc   | Michael Green          | 5 lutego 2007        | 5 lipca 2007      |
| 15 | Run!                         | Ucieczka                         | Roxann Dawson    | Adam Armus, Kay Foster | 12 lutego 2007       | 5 lipca 2007      |
| 16 | Unexpected                   | Zaskoczenie                      | Greg Beeman      | Jeph Loeb              | 19 lutego 2007       | 12 lipca 2007     |
| 17 | Company Man                  | Firma                            | Allan Arkush     | Bryan Fuller           | 26 lutego 2007       | 12 lipca 2007     |
| 18 | Parasite                     | Pasożyt                          | Kevin Bray       | Christopher Zatta      | 5 marca 2007         | 19 lipca 2007     |
| 19 | .07%                         | Siedem setnych                   | Adam Kane        | Chuck Kim              | 23 kwietnia 2007     | 19 lipca 2007     |
| 20 | Five Years Gone              | Pięć lat później                 | Paul Edwards     | Joe Pokaski            | 30 kwietnia 2007     | 26 lipca 2007     |
| 21 | The Hard Part                | Trudna próba                     | John Badham      | Aron Eli Coleite       | 7 maja 2007          | 26 lipca 2007     |
| 22 | Landslide                    | Wybory                           | Greg Beeman      | Jesse Alexander        | 14 maja 2007         | 2 sierpnia 2007   |
| 23 | How to Stop an Exploding Man | Jak powstrzymać człowieka bombę? | Allan Arkush     | Tim Kring              | 21 maja 2007         | 2 sierpnia 2007   |

## Sezon 2Część druga: Pokolenia(2007-2008)
| Nr | Tytuł                     | Tytuł polski            | Reżyseria      | Scenariusz               | Premiera             | Premiera w Polsce |
| -- | ------------------------- | ----------------------- | -------------- | ------------------------ | -------------------- | ----------------- |
| 24 | Four Months Later         | Cztery miesiące później | Greg Beeman    | Tim Kring                | 24 września 2007     | 5 stycznia 2011   |
| 25 | Lizards                   | Jaszczurki              | Allan Arkush   | Michael Green            | 1 października 2007  | ?                 |
| 26 | Kindred                   | Krewni                  | Paul Edwards   | J.J. Philbin             | 8 października 2007  | ?                 |
| 27 | The Kindness of Strangers | Uprzejmość nieznajomych | Adam Kane      | Tim Kring                | 15 października 2007 | ?                 |
| 28 | Fight or Flight           | Walcz albo odleć        | Lesli Glatter  | Joy Blake, Melissa Blake | 22 października 2007 | ?                 |
| 29 | The Line                  | Linia                   | Jeannot Szwarc | Adam Armus, Kay Foster   | 29 października 2007 | ?                 |
| 30 | Out of Time               | Brak czasu              | Daniel Attias  | Aron Eli Coleite         | 5 listopada 2007     | ?                 |
| 31 | Four Months Ago           | Cztery miesiące temu    | Greg Beeman    | Tim Kring                | 12 listopada 2007    | ?                 |
| 32 | Cautionary Tales          | Opowieści ostrzegawcze  | Greg Yaitanes  | Joe Pokaski              | 19 listopada 2007    | ?                 |
| 33 | Truth & Consequences      | Prawda i konsekwencje   | Adam Kane      | Jesse Alexander          | 26 listopada 2007    | ?                 |
| 34 | Powerless                 | Bezsilni                | Allan Arkush   | Jeph Loeb                | 3 grudnia 2007       | ?                 |

## Sezon 3 (2008-2009)

### Część trzecia: Złoczyńcy
| 35 | The Second Coming      | Drugie przyjście            | Allan Arkush         | Tim Kring                     | 22 września 2008     |
| Peter Petrelli wraca z przyszłości, aby zabić swojego brata. Chce w ten sposób uchronić świat przed katastrofą. Hiro Nakamura otrzymuje nagraną przez ojca wiadomość, w której ten powierza mu chronienie formuły. Mohinder Suresh odkrywa tajemnicę posiadania mocy. Stwarza formułę, dzięki której każdy zwykły człowiek może nabyć umiejętności bohaterów. Zamiast ją unicestwić, stosuje na sobie. Sylar wreszcie zdobył umiejętności Claire. Okazuje się, że Angela Petrelli potrafi przewidywać przyszłość. |                        |                             |                      |                               |                      |
| 36 | The Butterfly Effect   | Efekt motyla                | Greg Beeman          | Tim Kring                     | 22 września 2008     |
| Po spotkaniu z Sylarem, Claire Bennet gdy się zrani nie odczuwa bólu. Hiro i Ando trafiają na trop złodziejki formuły. Przenoszą się do Paryża. Nikki Sanders ma nową osobowość: Tracy Strauss, doradca gubernatora, która ma moc zamrażania. Sylar dostaje się do firmy, gdzie przetrzymywani są ludzie z mocami. Angela Petrelli przejmuje władzę w firmie i zwalnia Elle. Mohinder Suresh odczuwa efekty uboczne zażycia formuły. Matt Parkman został przeniesiony przez Petera Petrelliego do Afryki. Z firmy uciekło 12 niebezpiecznych "więźniów". Noah Bennet zamierza ich powstrzymać przed sianiem zła i paniki. W ochronie Claire i pozostałych członków rodziny ma pomóc biologiczna matka cheerleaderki. |                        |                             |                      |                               |                      |
| 37 | One of Us, One of Them | Jeden z nas, jeden z nich   | Sergio Mimica-Gezzan | Joe Pokaski                   | 29 września 2008     |
| Noah Bennet zgodził się wykonać ostatnie zadanie dla firmy, jakim jest złapanie złoczyńców. Jako partner towarzyszy mu Sylar, który – jak twierdzi Angela Petrelli – jest jej synem. Hiro i Ando mieli okazję zdobyć drugą część formuły. Nie udaje im się, a wskutek swych działań trafiają do więzienia firmy. Peter Petrelli zostaje uwolniony z ciała więźnia Jesse'ego i przenosi się ze swoim przyszłym "ja" do przyszłości. Claire, po tragicznych dla niej wydarzeniach, szuka zemsty. Nikki Sanders nie żyje. Tracy Strauss to zupełnie nowa postać. Matt Parkman wyrusza w swoją duchową podróż. |                        |                             |                      |                               |                      |
| 38 | I Am Become Death      | Stałem się Śmiercią         | David Von Ancken     | Aron Eli Coleite              | 6 października 2008  |
| Tracy Strauss jest jednym z trojaczków, które były poddane badaniom. Próbuje się zabić, ale Nathan ją ratuje. Jest on jedynym, który widzi Lindermana. Peter Petrelli dowiaduje się, że on i Sylar są braćmi, posiadł moc Gabriela. Hiro, aby odzyskać formułę, odkopuje Adama Monroe, który jest kluczem do sukcesu. |                        |                             |                      |                               |                      |
| 39 | Angels and Monsters    | Anioły i potwory            | Anthony Hemingway    | Adam Armus, Kay Foster        | 13 października 2008 |
| Claire wyrusza na polowanie na złoczyńców. Daphne również widzi Lindermana. Dla niego rekrutuje członków do nowej grupy bohaterów. Okazuje się, że postać Lindermana jest kreowana przez ojca Matta Parkmana, który działa na zlecenie Petrelliego, ojca Petera i Nathana. Suresh, na skutek modyfikacji genetycznej, zaczyna porywać ludzi i zamykać ich w kokonach. Jego ofiara jest między innymi Maya. Hiro i Ando gubią Adama Monroe, który zostaje uprowadzony na zlecenie tej samej osoby, która posiadła formułę. |                        |                             |                      |                               |                      |
| 40 | Dying of the Light     | Śmierć światła              | Daniel Attias        | Chuck Kim & Christopher Zatta | 20 października 2008 |
| 41 | Eris Quod Sum          | Będziesz tym, kim ja jestem | Jeannot Szwarc       | Jesse Alexander               | 27 października 2008 |
| 42 | Villains               | Łotry                       | Allan Arkush         | Rob Fresco                    | 10 listopada 2008    |
| Hiro ma wizje wydarzeń sprzed roku. Widzi Arthura Petrelliego, który zleca Lindermanowi zabicie Nathana. Dzięki Lindermanowi Angela Petrelli dowiaduje się, że mąż przez lata oszukiwał ją wykorzystując swoje moce. Z pomocą Haitańczyka truje Arthura. Kobieta i jej synowie są przekonani, że mężczyzna nie żyje, jednak jak się później okaże są w błędzie. Elle współpracuje z Noah, zdobywa zaufanie Gabriela, który dopiero zaczyna zabijać. Hiro budzi się zaskoczony nowymi odkryciami. Arthur Petrelli przybywa do Afryki i wymazuje pamięć Hiro. |                        |                             |                      |                               |                      |
| 43 | It's Coming            | Nadchodzi                   | Greg Yaitanes        | Tim Kring                     | 17 listopada 2008    |
| Arthur wie, że Sylar ocalił Petera, wyrzucając go przez okno. Gabriel pomaga Elle uporać się z bólem i poczuciem winy. Zdobywa jej moc nie zabijając jej. Claire i Peter uciekają przed łotrami. Po dotknięciu przez Arthura Hiro cofa się mentalnie do wieku dziesięciolatka. Nathan i Tracy składają wizytę Arthurowi. Tracy za plecami Nathana decyduje się na współpracę z Petrellim. Parkman i Daphne udają się do Primatech. Matt pomaga Angeli. Okazje się, że jest trzecia część formuły - katalizator ukryty w czyjejś krwi. Claire sądzi, że chodzi o nią. |                        |                             |                      |                               |                      |
| 44 | The Eclipse, Part 1    | Zaćmienie, Część I          | Greg Beeman          | Aron Eli Coleite, Joe Pokaski | 24 listopada 2008    |
| 45 | The Eclipse, Part 2    | Zaćmienie, Część II         | Holly Dale           | Aron Eli Coleite, Joe Pokaski | 1 grudnia 2008       |
| 46 | Our Father             | Nasz ojciec                 | Jeannot Szwarc       | Adam Armus, Kay Foster        | 8 grudnia 2008       |
| 47 | Dual                   | Dwoistość                   | Greg Beeman          | Jeph Loeb                     | 15 grudnia 2008      |

### Część czwarta: Uciekinierzy
| Nr | Tytuł                      | Tytuł polski                       | Reżyseria            | Scenariusz                                       | Premiera         |
| -- | -------------------------- | ---------------------------------- | -------------------- | ------------------------------------------------ | ---------------- |
| 48 | A Clear and Present Danger | Wyraźne i obecne niebezpieczeństwo | Greg Yaitanes        | Tim Kring                                        | 2 lutego 2009    |
| 49 | Trust and Blood            | Zaufanie i krew                    | Allan Arkush         | Mark Verheiden                                   | 9 lutego 2009    |
| 50 | Building 26                | Budynek 26                         | Sergio Mimica-Gezzan | Rob Fresco                                       | 16 lutego 2009   |
| 51 | Cold Wars                  | Zimne wojny                        | Seith Mann           | Christopher Zatta, Joe Pokaski, Aron Eli Coleite | 23 lutego 2009   |
| 52 | Exposed                    | Zdemaskowanie                      | Eric Laneuville      | Adam Armus, Kay Foster                           | 2 marca 2009     |
| 53 | Shades of Gray             | Cienie przeszłości                 | Greg Beeman          | Oliver Grigsby                                   | 9 marca 2009     |
| 54 | Cold Snap                  | Chwilowe ochłodzenie               | Greg Yaitanes        | Bryan Fuller                                     | 23 marca 2009    |
| 55 | Into Asylum                | Do azylu                           | Jim Chory            | Joe Pokaski                                      | 30 marca 2009    |
| 56 | Face the Stranger          | Staw czoła nieznajomemu            | Jeannot Szwarc       | Rob Fresco, Mark Verheiden                       | 6 kwietnia 2009  |
| 57 | 1961                       | 1961                               | Adam Kane            | Aron Eli Coleite                                 | 13 kwietnia 2009 |
| 58 | I Am Sylar                 | Jestem Sylar                       | Allan Arkush         | Adam Armus, Kay Foster                           | 20 kwietnia 2009 |
| 59 | An Invisible Thread        | Niewidoczna Nić                    | Greg Beeman          | Tim Kring                                        | 27 kwietnia 2009 |

## Sezon 4Część piąta: Odkupienie(2009-2010)
| Nr | Tytuł                     | Tytuł polski            | Reżyseria                   | Scenariusz                          | Premiera             | Premiera w Polsce |
| -- | ------------------------- | ----------------------- | --------------------------- | ----------------------------------- | -------------------- | ----------------- |
| 60 | Orientation               | Wprowadzenie            | Ed Bianchi & David Straiton | Adam Armus & Kay Foster & Tim Kring | 21 września 2009     | 25 grudnia 2009   |
| 61 | Jump Push Fall            | Skok, Pchnięcie, Upadek | Ed Bianchi & David Straiton | Adam Armus & Kay Foster & Tim Kring | 21 września 2009     | 26 grudnia 2009   |
| 62 | Ink                       | Atrament                | Roxann Dawson               | Aron Eli Coleite                    | 28 września 2009     | ?                 |
| 63 | Acceptance                | Akceptacja              | Christopher Misiano         | Bryan Fuller                        | 5 października 2009  | ?                 |
| 64 | Hysterical Blindness      | Histeryczna Ślepota     | SJ Clarkson                 | Joe Pokaski                         | 12 października 2009 | ?                 |
| 65 | Tabula Rasa               | Tabula Rasa             | Jim Chory                   | Rob Fresco                          | 19 października 2009 | ?                 |
| 66 | Strange Attractors        | Dziwne Atraktory        | Tucker Gates                | Juan Carlos Coto                    | 26 października 2009 | ?                 |
| 67 | Once Upon a Time in Texas | Pewnego razu w Teksasie | Nate Goodman                | Aron Eli Coleite & Aury Wallington  | 2 listopada 2009     | ?                 |
| 68 | Shadowboxing              | Walka z Cieniem         | Jim Chory                   | Misha Green & Joe Pokaski           | 9 listopada 2009     | ?                 |
| 69 | Brother's Keeper          | Strażnik Brata          | Bryan Spicer                | Rob Fresco & Mark Verheiden         | 16 listopada 2009    | ?                 |
| 70 | Thanksgiving              | Dziękczynienie          | Seith Mann                  | Adam Armus & Kay Foster             | 23 listopada 2009    | ?                 |
| 71 | The Fifth Stage           | Piąty Etap              | Kevin Dowling               | Tim Kring                           | 30 listopada 2009    | ?                 |
| 72 | Upon This Rock            | Na tej skale            | Ron Underwood               | Juan Carlos Coto                    | 4 stycznia 2010      | ?                 |
| 73 | Let it Bleed              | Niech Krwawi            | Jeannot Szwarc              | Jim Martin                          | 4 stycznia 2010      | ?                 |
| 74 | Close to You              | Blisko Ciebie           | Roxann Dawson               | Rob Fresco                          | 11 stycznia 2010     | ?                 |
| 75 | Pass/Fail                 | Zdać/Oblać              | Michael Nankin              | Oliver Grigsby                      | 18 stycznia 2010     | ?                 |
| 76 | The Art of Deception      | Sztuka Oszustwa         | SJ Clarkson                 | Mark Verheiden & Misha Green        | 25 stycznia 2010     | ?                 |
| 77 | The Wall                  | Ściana                  | Allan Arkush                | Adam Armus & Kay Foster             | 1 lutego 2010        | ?                 |
| 78 | Brave New World           | Nowy lepszy świat       | Adam Kane                   | Tim Kring                           | 8 lutego 2010        | ?                 |

## Heroes Reborn
23 lutego 2014 roku stacja NBC zamówiła limitowaną serię Heroes Reborn, którego premierę zapowiedziano pierwotnie na lato 2015 roku, ostatecznie jednak serial miał swoją premierę 24 września 2015 roku.